# سرافیموویچ

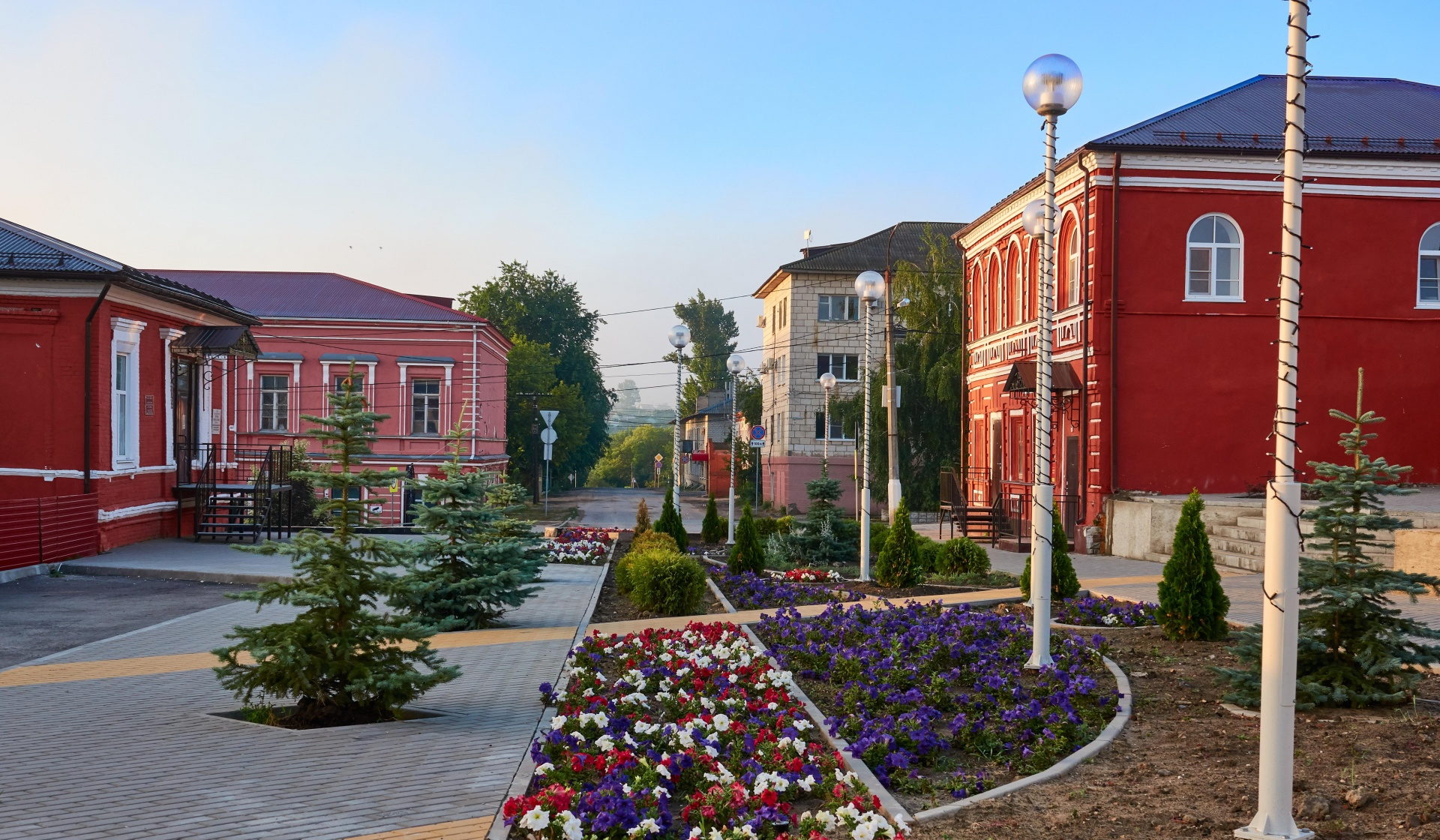
منطقه مسکونی در روسیه

شهر سرافیموویچ (به روسی: Серафимович) در کشور روسیه و در اوبلاست ولگوگراد واقع شده‌است.